# Malacosteus australis
Malacosteus australis es una especie de pez de la familia Stomiidae en el orden de los Stomiiformes.

## Morfología
Los machos pueden llegar alcanzar los 16,6 cm de longitud total.

## Hábitat
Es un pez de mar y de aguas  subtropicales que vive entre 500-2.000 m de profundidad.

## Distribución geográfica
Se encuentra en las aguas  subtropicales y  templadas del hemisferio sur, y en el Índico  ecuatorial.